# Dieter Martin (Admiral)
Dieter Martin (* 16. September 1921 in Tiengen; † 26. Dezember 2013 in Volkertshausen) war ein deutscher Flottillenadmiral der Bundesmarine.

## Leben
Martin war ein Sohn des späteren Bürgermeisters von Gaggenau, Adolf Martin, und trat nach dem Abitur als Ingenieur-Offizier-Anwärter 1939 in die Kriegsmarine ein. 1942/43 war er Leitender Ingenieur auf U 664 und kam nach dem Untergang des Bootes bis 1946 in amerikanische Kriegsgefangenschaft.
Nach seiner Freilassung arbeitete er als Prüffeldingenieur in der Elektroindustrie und war Abteilungsleiter eines Automobilclubs.
1957 trat er in die Bundesmarine ein und wurde zum Kapitänleutnant befördert. Anschließend war er für ein Jahr Dezernent im Kommando der Flottenbasis und erhielt 1958 seine Beförderung zum Korvettenkapitän. Sein weiterer Einsatz war als schiffstechnischer Offizier, Hilfsreferent im Führungsstab der Marine, schiffstechnischer Offizier im Flottenkommando und Gruppenleiter im Marineamt. 1963 war er Fregattenkapitän geworden, wurde als Kapitän zur See (Beförderung 1970) ab April 1970 Stellvertreter und Chef des Stabes des Admirals der Schiffstechnik im Marineamt und übernahm dann von April 1972 bis September 1973 den Posten Admirals der Schiffstechnik. Ab Oktober 1973 war er bis September 1974 über das Bestehen der Abteilung Abteilungsleiter Betrieb im Materialamt der Marine. Zeitgleich wurde er ab 1. April 1973 mit der Stellvertretung des Leiters des Vorbereitungsstabes Marineunterstützungskommandos beauftragt. Anschließend war er bis 30. September 1981 Stellvertretender Kommandeur und Chef des Stabes des neu eingerichteten Marineunterstützungskommandos. 1977 wurde er zum Flottillenadmiral befördert.
Martin war verheiratet und hatte drei Kinder.

## Auszeichnungen
- 1942: U-Boot-Kriegsabzeichen
- 1943: Eisernes Kreuz II. Klasse
- 1981: Verdienstkreuz 1. Klasse